# Sahumadora

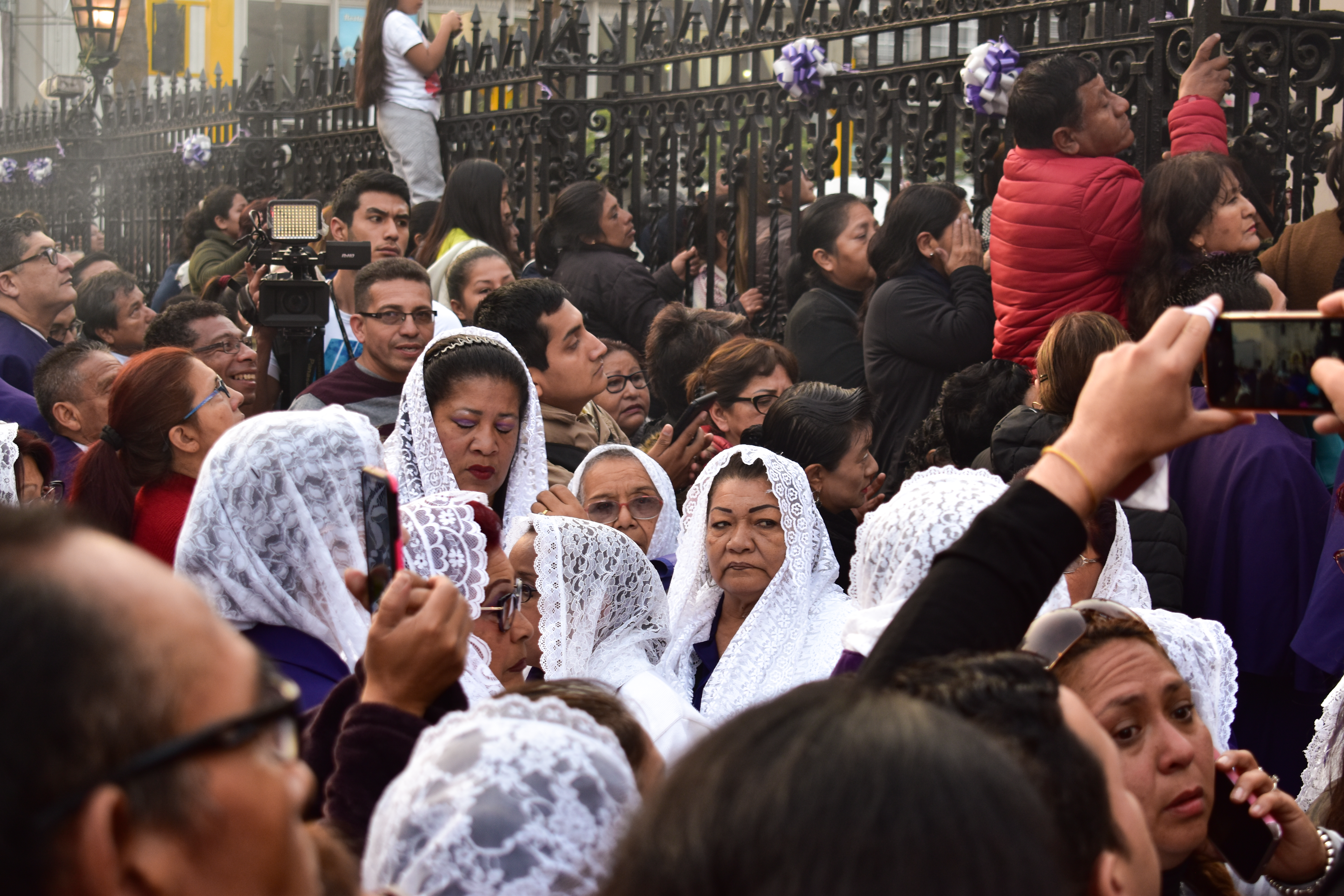
Sahumadoras en la procesión del Señor de los Milagros

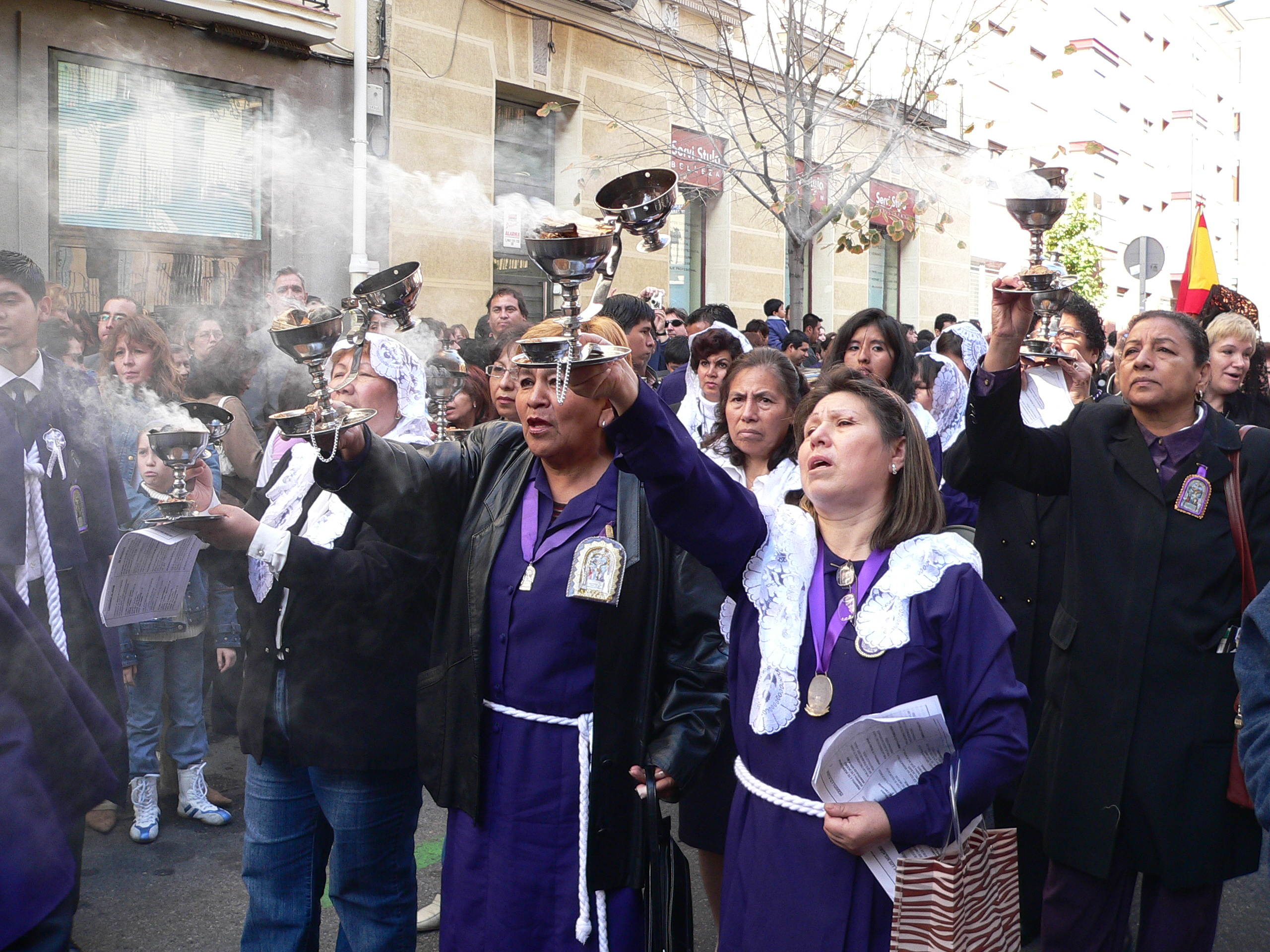
Sahumadoras devotas del Señor de los Milagros en una procesión en Madrid

La sahumadora es una mujer que porta un sahumerio en braseros o pebeteros durante las procesiones religiosas y su tarea es sahumar, es decir, «dar humo aromático a algo a fin de purificarlo o para que huela bien», según la RAE.
El uso de sahumerios en rituales religiosos es una tradición que en América se remonta a la época prehispánica y que, con la conquista y colonialismo español, fue retomada para hacer parte de las ceremonias y ritos religiosos cristianos.
En la América hispánica, sobre el siglo XVIII, las sahumadoras eran mulatas, criadas de casas o familias importantes que iban acompañando a la procesiones religiosas. Sus amas las vestían con mucho lujo para la fiesta. Llevaban el pelo recogido en trenzas pequeñas y llamativas e iban vestidas con un traje de Raso y de seda, además de joyas (prestadas por las amas) y zapatos talqueados. Llevaban en las manos, cogidos, unos braseros de plata, a veces hasta de oro y en ellos llevaban brasas de carbón sobre los que echaban una resina aromática o sahumerio.
Actualmente, en el Perú las sahumadoras son mujeres pertenecientes a hermandades o cofradías que rinden culto a Jesucristo, la Virgen María o algún santo. Las sahumadoras del Señor de los Milagros (Lima) usan hábito morado suelto, sin aberturas, con dos cordones blancos y una mantilla de igual color.
En la Semana Santa en Popayán, Colombia, la sahumadora es uno de los personajes representativos de las procesiones. Originalmente eran mujeres del pueblo o ñapangas; ahora son mujeres jóvenes escogidas, que consideran un privilegio ese papel, y que cumplen vestidas con el traje de ñapanga.